# Coniceromyia affinis
Coniceromyia affinis är en tvåvingeart som beskrevs av Borgmeier 1950. Coniceromyia affinis ingår i släktet Coniceromyia och familjen puckelflugor. Inga underarter finns listade i Catalogue of Life.